# تينزن غياتسو
تينزن غياتسو (بالصينية: 第十四世达赖喇嘛) الدالاي لاما الـ 14، حاصل على جائزة نوبل في السلام لمساهماته في ترويج مبادئ الحرية في التبت المحتلة من قبل الصين. ولد بتاريخ 6 يوليو عام 1935 لأبوين مزارعين في قرية صغيرة تقع شمال شرق التبت. أعلن على أنه التجسد الجديد للدالاي لاما عندما بلغ الثانية من عمره. بدأ مشوار تعليمه في دير بوذي وأنهى دراسته بالحصول على دكتوراه في الفلسفة البوذية.
في عام 1950 عندما بلغ الدالاي لاما الخامسة عشر من عمره اجتاحت الصين التبت، وفي شهر مايو من العام التالي أخرجت الحكومة الصينية للعلن اتفاقية تتعهد عدم إحداث أي تغيير في وضع المؤسسات الدينية والمدنية والثقافية في التبت. ومع قدوم عام 1954 توجه غياتسو إلى بكين للقاء الرئيس الصيني آنذاك ماو تسي تونغ وليتباحث معه حول مستقبل شعبه. ولكن سرعان ما تراجعت الصين عن الاتفاقية الآنفة الذكر مما دفع التبتيين بمتابعة المقاومة، وفي شهر مارس عام 1959 شهدت شوراع التبت تظاهرة كبيرة من الأهالي مطالبة بإنهاء ماوصفوه بالاحتلال الصيني لبلادهم.

## حياته ونشأته
ولد لهامو دونداب المعروف بتينزن غياتسو في 6 يوليو 1935 في أسرة زراعية متاجرة بالأحصنة في قرية تاكتسر الصغيرة، أو تشيجا تاتشر (بالصينية: 红崖村؛ بينيين: Hóngyá Cūn؛ حرفيًّا: «قرية ريدكليف»)، على حافة منطقة أمدو التبتية في مقاطعة تشينغهاي. تُنسب عائلته إلى شعوب المونغور.

## حياته بصفته دالاي لاما
تاريخيًّا، تولّى الدالاي لاما أو أوصياؤه القيادة السياسية والدينية للتبت من لاسا بدرجات متفاوتة من النفوذ استنادًا إلى مناطق التبت والفترات التاريخية. بدأ هذا مع حكم الدلاي لاما الخامس عام 1642 واستمر حتى خمسينيات القرن العشرين (باستثناء الفترة 1705-1750)، وفي أثناء تلك الفترة ترأس الدلاي لاما حكومة التبت أو غاندين فودرانج. لكن حتى عام 1912 عندما أعلن الدالاي لاما الثالث عشر الاستقلال الكامل للتبت كان حكمهم يخضع عمومًا لرعاية ملوك المغول الأوائل (1642-1720) وحمايتهم ثم سلاسة تشينغ التي قادها مانتشو (1720-1912). في عام 1939، وتحديدًا في سن الرابعة، أُخذ الدالاي لاما الحالي في موكب من اللاما إلى لاسا، وأمضى طفولته بين قصر بوتالا ونوربولينجكا مقر إقامته الصيفي، وكلاهما الآن من مواقع التراث العالمي التابعة لليونسكو.

## مواقف اجتماعية

### الإجهاض
قال الدالاي لاما إن الإجهاض من منظور المفاهيم البوذية يعَد قتلًا، وأوضح أيضًا أنه في بعض الحالات يمكن اعتبار الإجهاض مقبولًا أخلاقيًّا «إذا كان الطفل الذي لم يولد بعد معاقًا خلقيًّا أو إذا كانت الولادة ستخلق مشاكل خطيرة للأم»، وهو ما لا يمكن تحديده إلا على أساس كل حالة على حدة.

### الديمقراطية، ونبذ العنف، والتسامح الديني، وعلاقة التبت بالهند
يقول الدالاي لاما أنه نشط في نشر رسالة الهند اللاعنفية السلمية والتسامح الديني في جميع أنحاء العالم. «أنا رسول معتقدات الهند القديمة في جميع أنحاء العالم». وقال إن الديمقراطية لها جذور عميقة في الهند، وأضاف أنه يعتبر الهند المعلّم والتبت تلميذًا لها، إذ ذهب علماء كبار من الهند إلى التبت لتعليم البوذية، وأشار إلى أن ملايين الأشخاص فقدوا أرواحهم في أعمال العنف وأن اقتصادات الكثير من الدول قد دُمّرت بسبب الصراعات في القرن العشرين. «فليكن القرن الحادي والعشرين قرن تسامح وحوار».
في عام 1993، حضر الدالاي لاما المؤتمر العالمي لحقوق الإنسان وألقى خطابًا بعنوان «حقوق الإنسان والمسؤولية العالمية».
في عام 2001، أجاب على سؤال فتاة في مدرسة سياتل بالقول إنه مسموح إطلاق النار على شخص ما دفاعًا عن النفس إذا كان ذلك الشخص «يحاول قتلك»، وأكّد أن إطلاق النار هذا ينبغي ألا يكون قاتلًا مميتًا.
في أبريل 2013، انتقد الدالاي لاما علنًا هجمات الرهبان البوذيين على المسلمين في ميانمار، وقال «إن بوذا يعلّمنا التسامح والرحمة دائمًا. إذا كنت تنظر من زاوية واحدة من عقلك، فإن بعض العواطف قد تجعلك ترغب في الضرب، أو القتل، فرجاء تذكر إيمان بوذا. نحن أتباع بوذا». وقال أيضًا إن كل المشاكل يجب حلها بالحوار والحديث. في مايو 2013، قال: «حقًّا، إنّ قتل الناس باسم الدين أمر مُحزن للغاية ولا يمكن تصوره». في مايو 2015، دعا الدالاي لاما الفائزة بجائزة نوبل للسلام أون سان سو تشي إلى بذل المزيد من الجهود لمساعدة مسلمي الروهينجا في ميانمار، مدّعيًّا أنه دعاها في وقت سابق إلى أن تتصدّى لمحنة الروهينجا على انفراد في لقائين منفصلين وأنها عارضت دعوته.
ردًّا على وفاة الصّيني ليو شياوبو الفائز بجائزة نوبل للسلام، الذي توفي أثناء احتجازه لدى الحكومة بسبب فشل عضو، أصدر الدالاي لاما البيان التالي في 14 يوليو 2017: «شعرت بحزن شديد عندما علمت أن الفائز بجائزة نوبل ليو شياوبو، قد توفي أثناء فترة سجن طويلة ... وأعتقد أن الجهود المتواصلة الحثيثة التي بذلها ليو شياوبو في سبيل الحرية ستودي بثمارها قريبًا».

## حياته بعد النفي

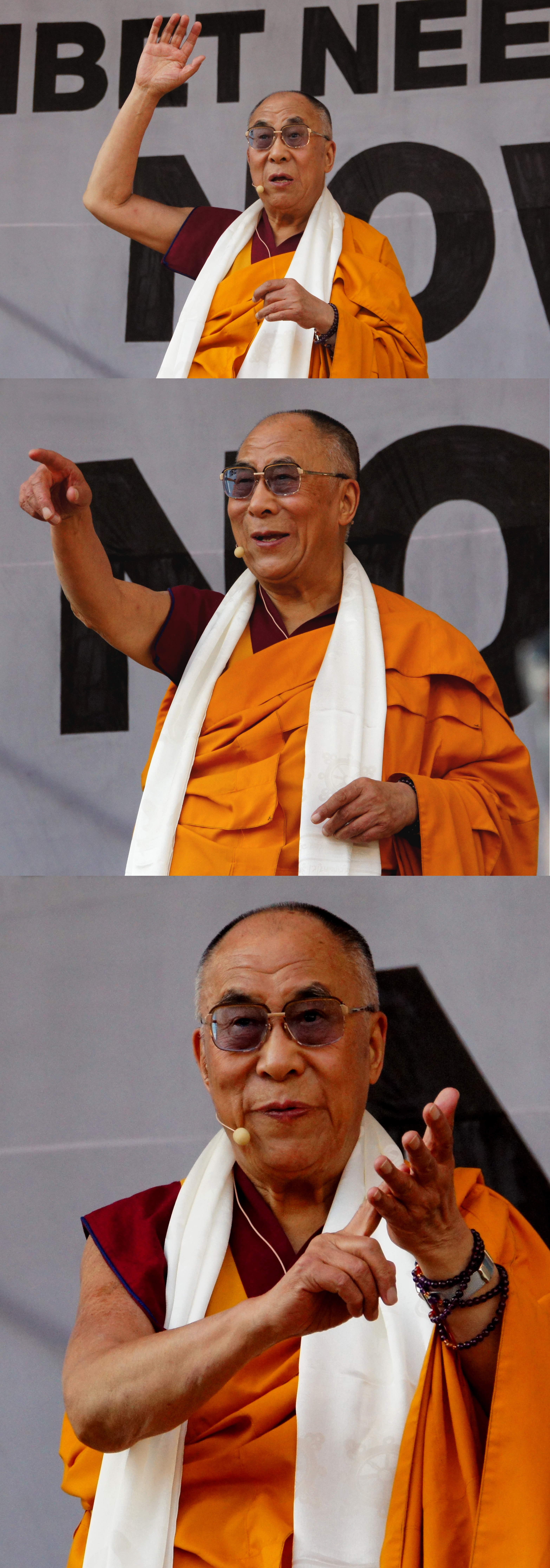
(2012)

اضطر غياتسو للفرار إلى الهند سيراً على القدمين خوف من أن يعتقل من قبل القوات الصينية، وهناك حصل على حق اللجوء السياسي واستقر مع حكومته في دارامسالا شمالي الهند حيث تبعه إلى تلك المنطقة وعلى مدى عدة أشهر حوالي 80 ألف من أهالي التبت. عمل الدالاي لاما على مساعدة اللاجئين من بني جلدته معطياً أهمية كبيرة للحفاظ على ثقافة التبت من خلال تعليم أبناءهم وإنشاء مؤسسات تعليمية وعلمية. وعمل غياتسو بنشاط كبير على تدويل قضية شعبه وطرحها في جميع المحافل، نتيجة لذلك أصدرت الأمم المتحدة قرارت باحترام وتأمين حماية أهل التبت وذلك أعوام 1959 و1961 و1965. كما قام بزيارات عديدة لزعماء سياسين ودينين حول العالم كان أبرزها زيارته للبابا الراحل يوحنا بولس الثاني.

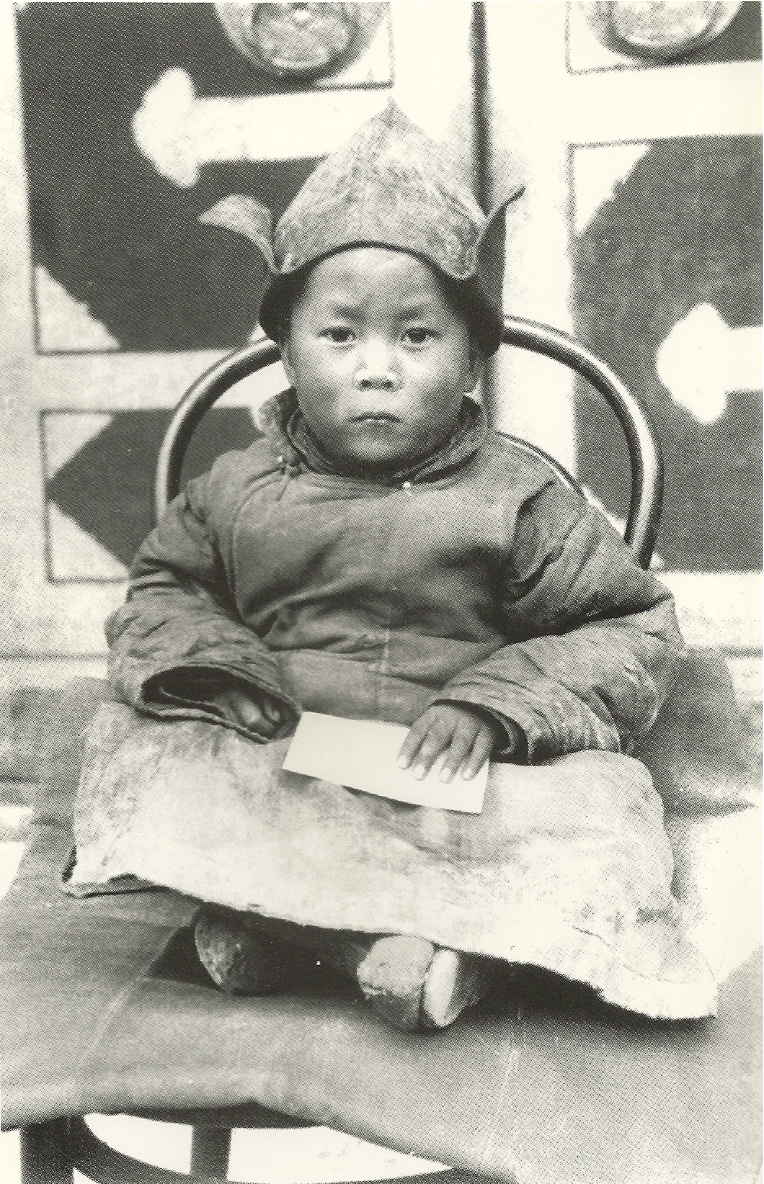
الدالاي لاما عندما كان طفلا

تقدم الدالاي لاما باقتراح للحكومة الصينية عام 1987 يكون التبت بموجبه منطقة سلام تتوقف فيه عمليات إسكان قومية الهان في الإقليم. وبالرغم من حصوله على جائزة نوبل للسلام عام 1989 إلا أن نظرة الصين له لم تتغير على اعتباره زعيماً لحركة تمرد انفصالية. وفي عام 1993 انهارت المحادثات بين الجانبين، وفي عام 2002 بعث غياتسو ممثلين عنه إلى بكين ولاسا عاصمة التبت لإعادة الحياة للحوار مع الحكومة الصينية دون إحراز أي نتيجة تذكر. وفي خطابه الذي ألقاه عام 2006 بمناسبة مرور ستين عاماً على الغزو الصيني للتبت قال الدالاي لاما أن هدفه هو الوصول للحكم الذاتي لإقليمه وليس الانفصال عن جمهورية الصين الشعبية.